# 路易絲·多羅特婭 (薩克森-邁寧根)
路易絲·多羅特婭（德語：Luise Dorothea，1710年8月10日—1767年10月22日），薩克森-哥達-阿爾滕堡公爵夫人，薩克森-邁寧根公爵恩斯特·路德維希一世的女兒。

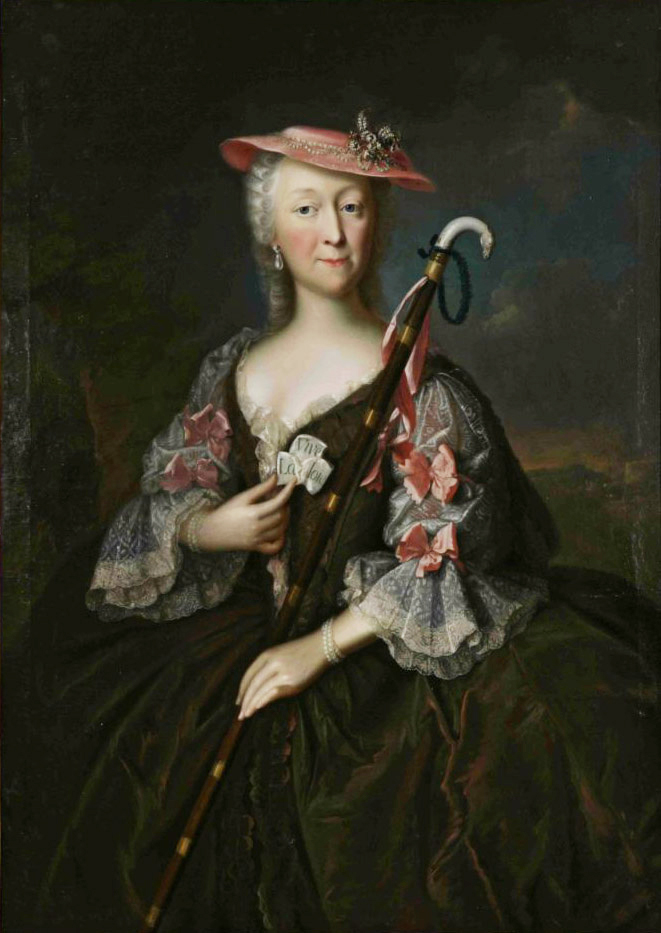

## 家庭
1729年，路易絲·多羅特婭和薩克森-哥達-阿爾滕堡的腓特烈（日後的腓特烈三世）結婚，兩人共有3子1女：
1. 腓特烈·路德維希（1735年—1756年）
2. 弗蕾德里克（1741年—1776年）
3. 恩斯特（1745年—1804年）
4. 奧古斯特（英语：Prince August of Saxe-Gotha-Altenburg）（1747年—1806年）